# Ë

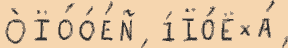
ÒÏÓÓÉÑ, íÏÓË×Á

Ë chữ Latinh 8 của Tiếng Albania

## Ngôn ngữ
- Tiếng Albania (Shqip)
- Tiếng Kashubian (Kaszëbsczi Jãzëk)
- Tiếng Ladin (Ladin)